# Dmytro Nimenko
Dmytro Leonidowycz Nimenko, ukr. Дмитро Леонідович Німенко (ur. 1 maja 1988 w Kijowie) – ukraiński hokeista, reprezentant Ukrainy.

## Kariera
- HK Homel 2 (2004-2008)
  -  HK Homel (2007)
- Sokił Kijów (2008-2010)
- Kazakmys Sätbajew (2010-2011)
- Donbas Donieck 2 (2011-2013)
- Kompańjon Kijów (2013-2014)
- Bierkut Karaganda (2014)
- CSM Dunărea Galați (2014-2016)
- Krywbas Krzywy Róg (2016)
- Donbas Donieck (2016-2017)
- CS Progym Gheorgheni (2017-2018)
- CSA Steaua Bukareszt (2018-2020)
- Sokił Kijów (2020-)
- Diables Rouges de Briançon (2022-2023)

Wychowanek Ldynki Kijów. Od 2014 zawodnik rumuńskiego klubu Dunărea Galați. W sezonie 2014/2015 w drużynie występowali wraz z nim rodacy Serhij Czernenko, Witalij Donika, Kostiantyn Riabenko, Roman Szczerbatiuk. Od czerwca 2016 zawodnik HK Krywbas Krzywy Róg. W trakcie sezonu 2016/2017 przeszedł do Donbasu Donieck. Od września 2017 zawodnik CS Progym Gheorgheni. W 2018 przeszedł do CSA Steaua Bukareszt, a w sierpniu 2019 przedłużył kontrakt. Od października 2020 ponownie zawodnik reaktywowanego Sokiła Kijów. Przed sezonem 2022/2023 pozostał w składzie drużyny. W listopadzie 2022 przeszedł do francuskiego Diables Rouges de Briançon. Po sezonie 202/2023 odszedł z klubu.
Uczestniczył w turniejach mistrzostw świata juniorów do lat 18 w 2006 (Dywizja I), mistrzostw świata juniorów do lat 20 2006, 2007, 2008 (Dywizja I), mistrzostw świata w 2006, 2010, 2011, 2013, 2014, 2015, 2017, 2018, 2019, 2022, 2023 (Dywizja I), hokeja mężczyzn na Zimowej Uniwersjadzie 2013.

## Sukcesy
Reprezentacyjne
- Awans do MŚ Dywizji I Grupy A: 2013

Klubowe
- Złoty medal mistrzostw Ukrainy: 2012, 2013 z Donbasem 2 Donieck, 2014 z Kompańjonem Kijów, 2017 z Donbasem Donieck, 2022 z Sokiłem Kijów
- Złoty medal mistrzostw Rumunii: 2015, 2016 z Dunărea Galați

Indywidualne
- Mistrzostwa Świata w Hokeju na Lodzie 2018/I Dywizja#Grupa B:
  - Szóste miejsce w klasyfikacji strzelców turnieju: 3 gole[10]